# Marco Plaucio Hipseo
Marco Plaucio Hipseo  fue un político y militar de la República romana.

## Carrera política
Cónsul en el año año 125 a. C. junto con Marco Fulvio Flaco, fue comisionado en forma conjunta con su colega de consulado para restablecer el orden y reprimir los desmanes que se llevaron a cabo en contra de las disposiciones de las leyes Licinia y Sempronia.
Cicerón menciona a Hipseo como mal versado en derecho civil.